# Patrera lauta
Patrera lauta är en spindelart som först beskrevs av Arthur M. Chickering 1940.  Patrera lauta ingår i släktet Patrera och familjen spökspindlar.
Artens utbredningsområde är Panama. Inga underarter finns listade i Catalogue of Life.